# Сан-Паоло-алла-Регола (титулярная диакония)
Сан-Паоло-алла-Регола (лат. Titulus Sancti Ioannis Bosco in via Tusculana) — титулярная церковь была создана Папой Пием XII 25 января 1946 года апостольской конституцией Sancti Hadriani Ecclesia, в которой же, в то же время, он упразднил титулярную диаконию Сант-Адриано-аль-Форо. Титулярная диакония принадлежит церкви Сан-Паоло-алла-Регола, расположенной в районе Рима Регола, на виа Сан-Паоло-делла-Регола.

## Список кардиналов-дьяконов и кардиналов-священников титулярной диаконии Сан-Паоло-алла-Регола
- Джузеппе Фьетта — титулярная диакония pro illa vice (15 декабря 1958 — 1 октября 1960, до смерти);
  - вакансия (1960 — 1962);
- Майкл Браун, O.P. — (19 марта 1962 — 31 марта 1971, до смерти);
  - вакансия (1971 — 2010);
- Франческо Монтеризи (20 ноября 2010 — 3 мая 2021), титулярная диакония pro hac vice (3 мая 2021 — по настоящее время).